# Aeródromos do Exército no Novo México durante a Segunda Guerra Mundial
Durante a Segunda Guerra Mundial, as Forças Aéreas do Exército dos Estados Unidos (USAAF) estabeleceram vários aeródromos no Novo México para treinar pilotos e tripulações de caças e bombardeiros da USAAF.
A maioria desses aeródromos estava sob o comando da Quarta Força Aérea ou do Comando de Treinamento das Forças Aéreas do Exército (AAFTC) (um predecessor do atual Comando de Treinamento e Educação Aérea da Força Aérea dos Estados Unidos). No entanto, os outros comandos de apoio da USAAF (Comando de Serviço Técnico Aéreo (ATSC); Comando de Transporte Aéreo (ATC) ou Comando de Transporte de Tropas) comandaram um número significativo de aeródromos em funções de apoio.
Ainda é possível encontrar vestígios desses aeródromos dos tempos de guerra. Muitos foram convertidos em aeroportos municipais, alguns foram devolvidos à agricultura e vários foram mantidos como instalações da Força Aérea dos Estados Unidos e foram bases da linha de frente durante a Guerra Fria. Centenas dos edifícios temporários que foram usados sobrevivem até hoje e estão sendo usados para outros fins.

## Principais aeródromos
Segunda Força Aérea
- Alamogordo AAF, Alamogordo[1]

Agora:  Base Aérea de Holloman
- Clovis AAF, Clovis

Agora:  Base Aérea de Cannon
- Kirtland Field, Albuquerque

Agora:  Base Aérea de Kirtland
Comando de Serviço Técnico Aéreo
- Albuquerque AAF, Albuquerque (merged into Kirtland Field in 1944)

Comando de Treinamento das Forças Aéreas do Exército
- Carlsbad AAF, Carlsbad

Agora: Terminal Aéreo de Cavern City (IATA: CNM, ICAO: KCNM, FAA LID: CNM)
- Deming AAF, Deming (transferido para a Segunda Força Aérea em 1944)

Agora: Aeroporto Municipal de Deming (IATA: DMN, ICAO: KDMN)
- Fort Sumner AAF, Fort Sumner

Agora: Aeroporto Municipal de Fort Sumner (IATA: FSU, ICAO: KFSU)
- Hobbs AAF, Hobbs

Era: Hobbs Army Airfield (1942-1948)
Agora: Parque Aéreo Industrial de Hobbs
- Roswell AAF, Roswell

Era: Base Aérea de Walker (1947-1967)
Agora: Centro Aéreo Internacional de Roswell (RIAC) (IATA: ROW, ICAO: KROW, FAA LID: ROW)